# 黎曠
黎曠（？—？年農曆十月二十八），是越南後黎朝開國皇帝黎利之父親。
明朝宣德三年（1428年）三月，時為平定王的黎利追尊父親諡號為憲文皇帝，廟號宣祖。
紹平四年二月十五日乙亥（1437年3月21日），孫黎元龍加黎曠諡為憲文睿哲皇帝，最終累諡為憲文睿哲福皇帝，陵墓号佛皇陵。

## 諡號問題
《欽定越史通鑑綱目》記載：順天元年三月，追尊黎曠為“憲文福皇帝”，廟號“宣祖”。但《大越史記全書》則只載“宣祖皇帝”，沒有提到“憲文福”二字諡號。四月二十日，稱帝後的黎利頒佈廟諱御名，稱其為“宣祖憲文皇帝”，顯然廟號諡號已在三月加尊。參考後黎朝諸帝藍山陵碑，聖宗之前，諸帝諡號都無一字簡諡。大致可知，聖宗以前，黎朝並無加尊一字簡諡的規定，所以黎曠的“福”字簡諡應當是後來追加。

## 家族
- 妻 貞慈懿文莊獻皇太后鄭氏玉蒼
- 長子 昭孝大王黎學
- 次子 弘裕王黎除
  - 五世孫：黎英宗
- 三子 黎太祖黎利